# Richard A. Howard
Richard Alden Howard (1 de julio de 1917 - 18 de septiembre de 2003) fue un botánico estadounidense y taxónomo de plantas. Howard, desempeñó el cargo de director del Arnold Arboretum entre 1954 y 1977, era conocido por su trabajo en biología tropical y como autor de la Flora de las Antillas Menores.

## Primeros años y educación
Howard nació en Stamford (Connecticut), y creció en Warren, Ohio. Recibió un A.B. de la Universidad de Miami en 1938 y ocupó una posición como técnico de Irving W. Bailey, de la Universidad de Harvard. Howard trabajó en las plantas de la familia Icacinaceae y en 1939 recibió una beca de postgrado en que se apoyó su estudio. Continuó trabajando en la familia Icacinaceae, recibiendo su doctorado en el 1942. Su tesis doctoral se tituló "Estudios de la Icacinaceae: una monografía de la especie del Nuevo Mundo.

## Segunda Guerra Mundial
Después de su graduación, Howard intentó alistarse en la Armada de los Estados Unidos, pero fue rechazado porque superaba la exigencia de altura máxima. Fue aceptado en el Cuerpo Aéreo del Ejército de los Estados Unidos como Fisiólogo de Aviación. En esta capacidad organizó y estuvo a cargo del Programa de Supervivencia de Selva de la Escuela de Tácticas en Orlando, Florida, un programa que más tarde desarrollado en el Aire-Servicio de Salvamento Marítimo. Él escribió los manuales de supervivencia y cesó en el servicio con el rango de capitán. Howard fue galardonado con la Legión al Mérito en 1947 por su trabajo en este programa.
- La abreviatura «R.A.Howard» se emplea para indicar a Richard A. Howard como autoridad en la descripción y clasificación científica de los vegetales.[3]